# W40 IRS 1A South
W40 IRS 1A South är en ensam stjärna belägen i den mellersta delen av stjärnbilden Ormen i H II-regionen, Westerhout 40 och är en av de närmaste stjärnorna av spektraltyp O från solen. Den har en beräknad skenbar magnitud av ca 15 och kräver ett kraftfullt teleskop med kamera för att kunna observeras. Stjärnan beräknas befinna sig på ett avstånd på ca 1 400 ljusår (436 parsek) från solen.
W40 IRS 1A South  är den enda kända stjärnan av spektraltyp O i W40 och är orsak till det mesta av W40:s jonisering, och dess stjärnvind har skurit ut en 4 parsek bred bubbla runt den, som kan ses i bredbilder i medel-IR. W40 IRS 1A South är separerad med cirka 2 bågsekunder från dess norra motsvarighet, W40 IRS 1A North, som är en kraftigt rodnad Herbig Be-stjärna.

## Egenskaper
Inte mycket är känt om W40 IRS 1A South, med tanke på hur rodnad och nedkyld den är (med 10,6 magnituder, vilket är anledningen till att den är så svag trots att den är en så massiv stjärna så nära jorden, (endast 0,0058 procent av dess ljus når oss). Hittills har försök att härleda dess parametrar använt medelvärden från dess spektraltyp O9.5 (V), och olika modeller har gett olika parametrar. Det senaste temperaturvärdet för W40 IRS 1A South är 31 500 Kelvin, och det senaste radievärdet är 7,71 solradier. Med tanke på dessa parametrar och Stefan-Boltzmanns lag härleds en luminositet på cirka 52 500 gånger solens. Om man antar avståndet 436 parsecs, den skenbara magnituden på cirka 15 och utsläckningen av 10,6 magnituder, har W40 IRS 1A South en absolut magnitud på -4,25, det vill säga den är cirka 4 300 gånger ljusare än solen i den synliga våglängden.